# Белль, Раймон
Раймон Белль (фр. Raymond Belle, 3 октября 1939—1999) — французский военнослужащий и пожарный, считается одним из родоначальников паркура.

## Жизнь и карьера
Белль родился во Вьетнаме (на территории Французского Индокитая). Его отец умер во время Первой Индокитайской Войны, а после распада Вьетнама в 1954 году, Раймона разлучили с матерью. Он был взят Французской армией в Далат где начал военное образование.
С окончанием битвы при Дьенбьенфу, Раймон вернулся во Францию и в 1958 году завершил своё военное образование. В возрасте 19 лет, благодаря своей отличной физической форме, Раймон вступил в Парижскую пожарную бригаду.
Раймон стал чемпионом по скалолазанию и вступил в элитную команду пожарных. Его бойцы принимали участие в самых трудных и опасных спасательных операциях. Раймон играл главную роль в первых вертолётных операциях Парижских пожарных.
Раймон читал Жоржа Эбера, а именно его книгу о «естественном методе», про то, как лучше преодолевать препятствия плавно в естественной среде. Он сослался на своё толкование Эберовских методов, которое было позже принято подрастающими Беллем и Фуканом для их развивающей дисциплины. Название их методов был в итоге изменено на паркур.
Рэймонд скончался в декабре 1999 года.